# 津軽石川
津軽石川（つがるいしがわ）は、岩手県下閉伊郡山田町から同県宮古市を流れ、宮古湾で太平洋に注ぐ二級河川である。津軽石川水系の本流。上流は豊間根川で、荒川川を合流する。延長21km。

## 沿革
11月から2月ころまで産卵のために大量の南部鼻曲りサケが遡上し、別名鮭川と呼ばれる。明治38年（1905年）にサケの人工孵化が始まった。河口に設けた建網式袋網で、冬季に遡上してくるサケを採捕して、採卵場で人工授精させ、卵を孵化させて稚魚を育て、翌年の四月末に放流する。人工孵化は成功して発展を続けた。しかし、2011年3月11日に発生した東日本大震災に伴う大津波によって孵化場は壊滅的打撃を被った。その後、急速に復興して元の状態に戻りつつある。

## 歴史
津軽石の名については江戸時代以来の様々の伝説がある。古くは津軽石川下流一帯は渋溜村と呼ばれていた。伝説によると、ある日、北から南へと旅する行人がこの村にやってきて一夜の宿りを乞うたので、気の毒に思ってある村人は宿を提供した。翌朝に宿の行人は御礼として、将来、村の重宝になるとして紙包をくれた。行人が去った後に開けてみると、中には石が入っていたので、これでは役に立たないと思って川に投げ込んだ。すると翌年からサケが沢山遡上するようになった。不思議に思って村の長老が稲荷山に登ってお祈りをすると、巫者に託宣が下りて行人が現われ、自分は弘法大師であると名乗り、昔、津軽を旅していた時に悪口を言われて追い返されたので、川から石をとってサケが上らないようにした。この村では親切に泊めてくれたのでサケが上るようにしたと告げた。村人は感謝してその恩を祈念するためにこの村を津軽石と呼ぶことにしたという。
『下閉伊郡志』によれば、享禄元年（1528年）沼里館主一戸行政が南部に入部した際に携えて来た津軽郡浅瀬石明神の奇岩を恵比寿堂に祀ったという。
別の伝説では、昔、サケ漁の最中に、異相の浪士が現われ、漁師のサケを盗んだ。争論になり、浪士は打ちのめされて殺された。死に際に、自分は零落したが後藤又兵衛だと名乗り、死んでも遺恨を忘れず、この川にサケが上らないようにしてやると告げた。その後、サケが上らなくなったので、漁師は怨魂を祀ると再びサケが上るようになった。これ以後、サケ漁を始める前に必ず又兵衛を祀ることにした。別伝では、この村には３年続きの飢饉があり、食料が尽き果てた。サケは大漁であったが、藩のものなのでとれない。ここを旅浪人の後藤又兵衛が通りかかり、同情して留めを壊して村人にサケを与えた。しかし、又兵衛は捕らえられて、河原で逆さ磔に処せられた。村人は又兵衛に感謝して、11月のサケ漁の始まりには、サケの尾っぽに似せた藁製の又兵衛人形を河原に立てて祀り豊漁を願う。又兵衛人形には、サケの霊、義民の鎮魂、異人殺し、大師伝説などなど様々の意味が籠められている。